# 昂蒂利 (摩泽尔省)
昂蒂利（法語：Antilly）是法国摩泽尔省的一个市镇，属于梅斯康帕涅区（Metz-Campagne）维吉县（Vigy）。该市镇总面积4.74平方公里，2009年时的人口为116人。

## 人口
昂蒂利人口变化图示